# 光紫薇
光紫薇（学名：Lagerstroemia glabra）为千屈菜科紫薇属下的一个种。

## 扩展阅读
維基物種上的相關：光紫薇